# Zahraniční vztahy Itálie

Státy, se kterými má Itálie diplomatické vztahy

Zahraniční vztahy Itálie jsou vztahy Italské republiky s ostatními státy. Itálie se nachází v Evropě a od svého sjednocení v roce 1860 je považována za západní velmoc. Jejími hlavními spojenci jsou státy NATO a EU, což jsou dva subjekty, jejichž je Itálie zakládajícím členem. Itálie byla přijata do Organizace spojených národů v roce 1955 a je členem a velkým podporovatelem celé řady mezinárodních organizací, jako je Organizace pro hospodářskou spolupráci a rozvoj (OECD), Všeobecná dohoda o clech a obchodu a Světová obchodní organizace (GATT a WTO), Organizace pro bezpečnost a spolupráci v Evropě (OBSE), Rada Evropy a Středoevropská iniciativa.
V pravidelných intervalech předsedá Organizaci pro bezpečnost a spolupráci v Evropě, G7 a Radě EU. Je také nestálým členem Rady bezpečnosti OSN. Itálie je významným aktérem v oblasti Středomoří a má úzké vztahy s románsky mluvícími zeměmi v Evropě a Latinské Americe. Ačkoli se jedná o sekulární stát, v Římě sídlí papež a katolická církev, která má vlastní rozsáhlou diplomatickou síť. Itálie v současnosti velí různým mnohonárodnostním silám a má po celém světě rozmístěny jednotky bojující proti organizovanému zločinu, nezákonnému obchodu s drogami, obchodování s lidmi, pirátství a terorismu.

## Dějiny

### Národní sjednocení

Animovaná mapa sjednocení Itálie od roku 1829 do roku 1871

Risorgimento byla éra od roku 1829 do roku 1870, během které vzniklo italské národní povědomí. Italové dosáhli nezávislosti na Rakousku a na rodu Bourbonů a v roce 1861 byla Itálie sjednocena. Papež vyzval Francii, aby sjednocení zabránila, protože se obával, že ztráta kontroly nad Papežským státem oslabí církev a dá liberálům výhodu nad konzervativními katolíky. V roce 1870 italská armáda obsadila Řím a Itálie později založila společně s Německem a Rakouskem Trojspolek (1882).

### První světová válka
Itálie vedla v letech 1911–1912 válku s Osmanskou říší. Výsledkem byla výhra Itálie. Do roku 1915 získala Itálie v Africe kolonii na pobřeží Rudého moře (Eritrea), velký protektorát v Somálsku a správní úřad v bývalé turecké Libyi. Mimo Afriku měla Itálie malou koncesi v Tchien-ťinu v Číně (po boxerském povstání) a na Dodekanéských ostrovech u pobřeží Turecka.
Itálie se rozhodla zúčastnit se první světové války jako stát Dohody s Francií a Velkou Británií. Toto rozhodnutí učinili premiér Antonio Salandra a ministr zahraničí Sidney Sonnino. Itálie také obsadila jižní Albánii a zřídila v Albánií protektorát, který trval až do roku 1920.
Státy Dohody v roce 1918 porazili Rakouské císařství a Itálie se tak stala jedním z hlavních vítězů války. Na pařížské mírové konferenci v roce 1919 se premiér Vittorio Emanuele Orlando soustředil téměř výhradně na územní zisky, ale získal mnohem méně, než chtěl, a Italové byli obzvlášť rozhořčeni, když jim byla odepřena kontrola nad městem Rijeka. Konference pod vedením Británie, Francie a Spojených států amerických odmítla přidělit Dalmacii a Albánii Itálii, jak bylo slíbeno v Londýnské smlouvě. Itálie také nezískala žádné území z rozpadu Osmanské říše. V Itálii propukly občanské nepokoje mezi nacionalisty, kteří podporovali válku a stavěli se proti tomu, co nazývali „zmrzačené vítězství“ a levičáky, kteří byli proti válce.

### Fašismus (1922–43)
Fašistická vláda, která se dostala k moci s Benitem Mussolinim v roce 1922, se snažila zvětšit velikost Italské říše a uspokojit nároky italských iredentistů. V letech 1935–36 byla Itálie při své druhé invazi do Etiopie úspěšná a sloučila svá nově dobytá území se svými staršími východoafrickými koloniemi. V roce 1939 Itálie napadla Albánii a začlenila ji do fašistického státu. Během druhé světové války (1939–45) vytvořila Itálie alianci s Německem (a nominálně také s Japonskem). Zmocnila se několika území (včetně částí Francie, Řecka, Egypta a Tuniska). Na konci války byla vytlačena ze všech svých kolonií a protektorátů.

### Republikánská éra
Po občanské válce v letech 1943–1945 a následné hospodářské krizi se Itálie po referendu stala republikou, zažila hospodářský zázrak, vstoupila do NATO a stala se zakládajícím členem Evropské unie. Itálie získala v roce 1950 důvěru OSN pro správu Somalilandu. Když se Somálsko v roce 1960 osamostatnilo, skončila osm desetiletí dlouhá kolonialistická éra Itálie.

## Vztahy podle regionu a země

### Afrika
| Stát                           | Začátek formálních vztahů | Poznámky |
| ------------------------------ | ------------------------- | --- |
| Alžírsko                       |                           | Viz Alžírsko-italské vztahy - Počátek vztahů se datuje do období Římské říše. - Alžírsko má velvyslanectví v Římě. - Itálie má velvyslanectví v Alžíru. - V Itálii žije přes 100 675 Alžířanů (viz Alžířané v Itálii). |
| Angola                         | 4. června 1976            | Obě země navázaly diplomatické styky 4. června 1976. |
| Benin                          | 30. listopadu 1961        | Obě země navázaly diplomatické styky 30. listopadu 1961, kdy první velvyslanec Itálie v Dahomejském království pan Renzo Luigi Romanelli předal své pověřovací listiny prezidentu Hubertu Magovi. |
| Burkina Faso                   |                           | - Burkina Faso má velvyslanectví v Římě a honorární konzuláty ve Florencii, Miláně, Neapoli a Palermu. - Itálie má honorární konzulát v Ouagadougou. |
| Egypt                          |                           | Viz Egyptsko-italské vztahy Počátek vztahů se datuje do období Římské říše. Během druhé světové války však byly vztahy napjaté, protože Itálie napadla Egypt. Po válce se však vztahy obnovily a jsou blízké. Egypt má zastoupení v Římě a Miláně, zatímco Itálie má zastoupení v Káhiře a Alexandrii, oba státy jsou také členy Unie pro Středomoří. Vztahy se zhoršily po únosu a zabití italského studenta Giulia Regeniho. Egypt byl italskými úřady a veřejností obviňován z nedostatečné transparentnosti. - V Egyptě žije asi 3 374 lidí italského původu (viz Italští Egypťané). |
| Eritrea                        |                           | Viz Eritrejsko-italské vztahy - Eritrea byla od roku 1882 do roku 1947 italskou kolonií. - Eritrea má velvyslanectví v Římě. - Itálie má velvyslanectví v Asmaře. - V Eritreji žije asi 100 000 lidí italského původu (viz Italští Eritrejci). |
| Etiopie                        |                           | Viz Etiopijsko-italské vztahy - Etiopie byla v letech 1936 až 1947 italskou kolonií. - Etiopie má velvyslanectví v Římě. - Itálie má velvyslanectví v Addis Abebě. - V Etiopii žije kolem 3 400 lidí italského původu (viz Italové z Etiopie). |
| Jižní Afrika                   | 1929                      | Viz Italsko-jihoafrické vztahy - Itálie má velvyslanectví v Pretorii, konzulát v Johannesburgu, dva konzuláty (v Kapském Městě a Durbanu) a dva honorární konzuláty (v East London a Port Elizabeth). - Jihoafrická republika má velvyslanectví v Římě a sedm honorárních konzulátů (v Bari, Bologni, Florencii, Janově, Neapoli, Terstu a Benátkách). - V Jihoafrické republice žije kolem 77 400 lidí italského původu (viz Italští Jihoafričané). - Ministerstvo zahraničních věcí Jihoafrické republiky o vztazích s Itálií                                                          |
| Keňa                           | 1963                      | Viz Italsko-keňské vztahy - Vztahy byly formálně navázány poté, co Keňa získala nezávislost na britské nadvládě. - Itálie má velvyslanectví v Nairobi a dva konzuláty v Malindi a Mombase. - Keňa má velvyslanectví v Římě. |
| Komory                         | 1. listopadu 1976         | Obě země navázaly diplomatické styky 1. listopadu 1976. - Komory jsou v Itálii zastoupeny svým velvyslanectvím v Paříži ve Francii a honorárním konzulátem v Římě. - Itálie je na Komorách zastoupena svým velvyslanectvím v Dar es Salaamu v Tanzanii a honorárním konzulátem ve Nzwani. |
| Konžská demokratická republika |                           | - V březnu 2021 byl italský velvyslanec Luca Attanasio zabit při cestě na akci Světového potravinového programu. |
| Libye                          | 1947                      | Viz Italsko-lybijské vztahy - V letech 1911 až 1947 byla Libye italskou kolonií. - Itálie má velvyslanectví v Tripolisu. - Libye má velvyslanectví v Římě a dva generální konzuláty (v Miláně a Palermu). - Viz též Italská kolonizace Libye |
| Mauritánie                     |                           | - Itálie je v Mauritánii zastoupena svým velvyslanectvím v Rabatu v Maroko. - Mauritánie má velvyslanectví v Římě. |
| Somálsko                       |                           | Viz Italsko-somálské vztahy - Počátek vztahů se datuje do období Římské říše. - Somálsko bylo od roku 1889 do roku 1947 italskou kolonií. - Itálie uznává a podporuje somálskou federální vládu. - Somálsko má velvyslanectví v Římě. - Itálie má podle plánu znovu otevřít své velvyslanectví v Mogadišu. - V Somálsku žije kolem 1 000 lidí italského původu (viz Italští Somálci). |
| Tunisko                        | 1957                      | Viz Italsko-tuniské vztahy - Itálie má velvyslanectví v Tunisu a tři honorární konzuláty (v Bizertě, Sfax a Súse). - Tunisko má velvyslanectví v Římě, generální konzulát v Palermu, tři konzuláty (v Janově, Miláně a Neapoli) a dva honorární konzuláty (v Bari a Novaře). - Obě země jsou řádnými členy Unie pro Středomoří. - Před nezávislostí žila v Tunisku významná italská komunita. - Itálie krátce okupovala Tunisko v letech 1942 až 1943. |
| Uganda                         | 1962                      | Obě země navázaly diplomatické styky v roce 1962. |

### Amerika
| Stát                   | Začátek formálních vztahů | Poznámky |
| ---------------------- | ------------------------- | --- |
| Argentina              | 1837                      | Viz Argentinsko-italské vztahy - Argentina má velvyslanectví v Římě a generální konzulát v Miláně. - Itálie má velvyslanectví v Buenos Aires a generální konzuláty v Bahía Blance, Córdobě, La Platě a Rosariu a konzuláty v Mar del Plata a Mendoze. - V Argentině žije asi 25 000 000 lidí italského původu (viz Italští Argentinci). |
| Belize                 | 1. října 1982             | - Obě země navázaly diplomatické styky 1. října 1982. - Belize má generální konzulát v Miláně. - Itálie je v Belize zastoupena prostřednictvím svého velvyslanectví v Ciudad de México a honorárního konzulátu. |
| Bolívie                | 25. května 1864           | - Bolívie má velvyslanectví v Římě a generální konzulát v Miláně. - Itálie má velvyslanectví v La Paz. - V Bolívii žije asi 15 000 lidí italského původu (viz Italští Bolivijci). |
| Brazílie               | 1861                      | Viz Brazilsko-italské vztahy - Brazílie má velvyslanectví v Římě, generální konzulát v Miláně a honorární konzuláty v Bari, Catanzaru, Florencii, Neapoli, Palermu, Janově, Terstu, Turíně a Benátkách. - Itálie má velvyslanectví v Brasílii, generální konzuláty v Curitibě, Porto Alegre, Rio de Janeiru, São Paulu a konzuláty v Belo Horizonte a v Recife. - V Brazílii žije asi 32 000 000 lidí italského původu (viz Italští Brazilci). |
| Dominika               |                           | - Itálie je v Dominice akreditována prostřednictvím svého velvyslanectví v Caracasu ve Venezuele. |
| Dominikánská republika |                           | - Dominikánská republika má velvyslanectví v Římě. - Itálie má velvyslanectví v Santo Domingu. - V Dominikánské republice žije asi 300 000 lidí italského původu. |
| Grenada                |                           | - Itálie je v Grenadě akreditována prostřednictvím svého velvyslanectví v Caracasu ve Venezuele. - Grenada má honorární konzulát ve Florencii. |
| Guyana                 | 1967                      | Obě země navázaly diplomatické styky 12. dubna 1967. |
| Chile                  | 1864                      | Viz Chilsko-italské vztahy - Chile má velvyslanectví v Římě a generální konzulát v Miláně. - Itálie má velvyslanectví v Santiagu de Chile. - V Chile žije asi 600 000 lidí italského původu (viz Italští Chilané). |
| Kanada                 | 1947                      | Viz Italsko-kanadské vztahy - Kanada má velvyslanectví v Římě a dva konzuláty (v Miláně a Udine). - Itálie má velvyslanectví v Ottawě a tři generální konzuláty (v Montréalu, Torontu a Vancouveru). - Obě země jsou řádnými členy Organizace pro hospodářskou spolupráci a rozvoj, G8 a NATO. - V Kanadě žije asi 1 587 970 lidí italského původu (viz Italští Kanaďané). - Kanadské ministerstvo zahraničních věcí a mezinárodního obchodu o vztahu s Itálií |
| Kolumbie               | 1847                      | Viz Italsko-kolumbijské vztahy - Kolumbie má velvyslanectví v Římě a generální konzulát v Miláně. - Itálie má velvyslanectví s vojenským atašé v Bogotě a tři honorární konzuláty v Barranquille, Cali a Cartageně. - V Kolumbii žije asi 2 000 000 lidí italského původu (viz Italští Kolumbijci). |
| Kostarika              |                           | - Kostarika má velvyslanectví v Římě. - Itálie má velvyslanectví v San José. - V Kostarice žije asi 30 000 lidí italského původu (viz Italští Kostaričané). |
| Kuba                   |                           | - Kuba má velvyslanectví v Římě. - Itálie má velvyslanectví v Havaně. - Na Kubě žije asi 20 000 lidí italského původu (viz Italští Kubánci). |
| Mexiko                 | 1874                      | Viz Italsko-mexické vztahy - Vztahy byly navázány v roce 1874 po sjednocení Itálie. Diplomatické vztahy byly přerušeny během druhé světové války, když Mexiko vyhlásilo válku mocnostem Osy. Vztahy byly obnoveny v roce 1946. - Mexiko má velvyslanectví v Římě a generální konzulát v Miláně. - Itálie má velvyslanectví v Ciudad de México. - Obě země jsou členy G20 a Organizace pro hospodářskou spolupráci a rozvoj. - V Mexiku žije asi 85 000 lidí italského původu (viz Italská imigrace do Mexika). |
| Paraguay               | 1867                      | - Itálie má velvyslanectví v Asunciónu. - Paraguay má velvyslanectví v Římě. - V Paraguayi žije asi 600 000 lidí italského původu (viz Italové v Paraguayi). |
| Peru                   | 23. prosince 1874         | - Itálie a Peru mají dlouhou a velmi bohatou historii kulturních a politických vazeb. - Itálie má velvyslanectví v Limě. - Peru má velvyslanectví v Římě a generální konzuláty ve Florencii, Janově, Miláně a Turíně. - V Peru žije 500 000 až 900 000 lidí italského původu (viz Italští Peruánci). |
| Salvador               |                           | - Salvador má velvyslanectví v Římě a generální konzulát v Miláně. - Itálie má velvyslanectví v San Salvadoru. - V Salvadoru žije asi 200 000 lidí italského původu (viz Italští Salvadorci). |
| Spojené státy americké | 11. dubna 1861            | Viz Americko-italské vztahy Spojené státy americké mají s Itálií zvláštní a přátelský vztah. Itálie a USA jsou spojenci v NATO a spolupracují v OSN, v různých regionálních organizacích a bilaterálně. Podle dlouhodobých bilaterálních dohod vyplývajících z členství v NATO hostí Itálie vojenské síly USA ve Vicenze a Livornu (armáda); Avianu (letectvo); a Sigonelle, Gaetě a Neapoli – domovský přístav pro šestou flotilu amerického námořnictva. Spojené státy americké mají v Itálii umístěných asi 16 000 vojáků. Vojenská akademie NATO se nachází v Cecchignole, římské čtvrti. - Ve Spojených státech amerických žije asi 17 063 646 lidí italského původu (viz Italští Američané). |
| Uruguay                | 1861                      | Viz Italsko-uruguayské vztahy - Itálie má velvyslanectví v Montevideu a čtyři honorární konzuláty (v Colonii, Maldonadu, Melu a Paysandú). - Uruguay má velvyslanectví v Římě, generální konzulát v Miláně a čtyři honorární konzuláty (v Bologni, Janově, Livornu a Padově). - V Uruguayi žije kolem 1 500 000 lidí italského původu (viz Italští Uruguayci). |
| Venezuela              | 1861                      | Viz Italsko-venezuelské vztahy - Itálie má velvyslanectví v Caracasu a konzulát v Maracaibu. - Venezuela má velvyslanectví v Římě a generální konzuláty v Miláně a Neapoli. - Ve Venezuele žije asi 5 000 000 lidí italského původu (viz Italští Venezuelané). |

### Asie
| Stát                    | Začátek formálních vztahů | Poznámky |
| ----------------------- | ------------------------- | --- |
| Afghánistán             | ~1919                     | Viz Afghánsko-italské vztahy - Afghánistán má velvyslanectví v Římě. To bylo v roce 1921 založeno jako vyslanectví a v roce 1960 bylo povýšeno na velvyslanectví. - Itálie má velvyslanectví v Kábulu. - Itálie byla jedním z prvních států, které uznaly suverenitu Afghánistánu po jejím uznání Sovětským svazem v roce 1919. - Po Německu v roce 1935 s Afghánistánem navázala úzké vztahy i Itálie. Afghánistán po většinu druhé světové války odolával výzvám Moskvy a Londýna, aby vyhostil italský a německý diplomatický sbor. - V Itálii žili v exilu dva bývalí afghánští králové, Amanulláh Chán (sesazený v roce 1929) a Muhammad Záhir Šáh (sesazený v roce 1973). |
| Arménie                 |                           | Viz Arménsko-italské vztahy - Arménie má velvyslanectví v Římě. - Itálie má velvyslanectví v Jerevanu a honorární konzulát ve Gjumri. - Itálie uznala arménskou genocidu v roce 2000. - V Itálii žije kolem 2 500 lidí arménského původu (viz Arméni v Itálii). |
| Ázerbájdžán             |                           | Viz Ázerbájdžánsko-italské vztahy - Ázerbájdžán má velvyslanectví v Římě. - Itálie má velvyslanectví v Baku. |
| Bangladéš               | ~1972                     | Vztahy mezi dvěma zeměmi byly a jsou na velmi vysoké úrovni. Bangladéš je pro Itálii obrovským dovozním trhem. - Itálie má velvyslanectví v Dháce. - Bangladéš má velvyslanectví v Římě. |
| Čína                    | 1970                      | Viz Čínsko-italské vztahy V roce 2005 oslavily Itálie a Čínská lidová republika 35. výročí navázání diplomatických vztahů mezi oběma národy. Mohutný čínský vývoz textilu a obuvi do Itálie však údajně vyvolává rostoucí obavy. |
| Filipíny                | 1947                      | Viz Filipínsko-italské vztahy - Bilaterální a diplomatické vztahy Itálie a Filipín byly navázány v roce 1947. Smlouva o přátelství byla podepsána v Římě a ratifikována v prosinci 1948. - Itálie má velvyslanectví v Manile. - Filipíny mají velvyslanectví v Římě. |
| Gruzie                  |                           | Viz Gruzínsko-italské vztahy - Gruzie má velvyslanectví v Římě. - Itálie má velvyslanectví v Tbilisi. - Gruzínské ministerstvo zahraničních věcí o vztahu s Itálií |
| Indie                   | 1950                      | Viz Indicko-italské vztahy - Indie má velvyslanectví v Římě a generální konzulát v Miláně. - Itálie má velvyslanectví v Novém Dillí a generální konzulát v Bombaji a Kalkatě. V roce 2012 se vztahy po případu Enrica Lexieho zhoršily. - V Indii žije kolem 15 000–⁠20 000 lidí italského původu (viz Italové v Indii). |
| Indonésie               | 1952                      | Viz Indonésko-italské vztahy - Oba národy projevily silnou touhu zlepšit své vztahy, zejména v mezikulturním porozumění a obchodu. - Indonésie uznává strategickou polohu Itálie a její důležitou roli uprostřed Středomoří. Itálie považuje Indonésii za lídra v jihovýchodní Asii. - Vztahy mezi oběma zeměmi nejsou důležité pouze pro regionální společenství (Evropská unie a ASEAN), ale jsou také zásadní pro mezikulturní a mezináboženský dialog. - Indonésie má velvyslanectví v Římě, které je také akreditováno pro Maltu, Kypr a San Marino. - Itálie má velvyslanectví v Jakartě. |
| Irák                    |                           | Viz Irácko-italské vztahy - Irák má velvyslanectví v Římě. - Itálie má velvyslanectví v Bagdádu a generální konzulát v Basře. |
| Izrael                  | 1948                      | Viz Italsko-izraelské vztahy - Itálie má velvyslanectví v Tel Avivu, dva generální konzuláty v Západním a Východním Jeruzalémě a čtyři honorární konzuláty (v Beer Ševě, Ejlatu, Haifě a Nazaretu). - Izrael má velvyslanectví v Římě. - Obě země jsou řádnými členy Unie pro Středomoří. - Viz též Italští Židé |
| Írán                    |                           | Viz Italsko-íránské vztahy Obchod mezi Íránem a Itálií činil v roce 2001 2,7 miliardy USD a v roce 2003 3,852 miliardy eur. V roce 2005 byla Itálie třetím největším obchodním partnerem Íránu. Itálie byla počátkem roku 2006 hlavním obchodním partnerem Íránu v Evropské unii. Přestože Itálie má stejně jako mnoho států Evropské unie velkou populaci členů MKO, oficiálně považuje skupinu za teroristickou organizaci. |
| Japonsko                | 1. března 1867            | Viz Italsko-japonské vztahy - Obě země se během druhé světové války spojily s Německem (i když Italské království alianci opustilo v roce 1943, téhož roku se k ní připojila Italská sociální republika ovládaná Německem) a také se spojily během studené války se Spojenými státy americkými. - Itálie má velvyslanectví v Tokiu, generální konzulát v Ósace a tři honorární konzuláty (v Hirošimě, Nagoji a Okinawě). - Japonsko má velvyslanectví v Římě a generální konzulát v Miláně. - Japonské ministerstvo zahraničních věcí o vztazích s Itálií |
| Jižní Korea             | 26. června 1884           | Viz Italsko-jihokorejské vztahy Diplomatické vztahy mezi Italským královstvím a Korejským královstvím byly navázány 26. června 1884 a znovu mezi Italskou republikou a Korejskou republikou 24. listopadu 1956. - Itálie má s Jižní Koreou dohodu o programu Working Holiday. - Během korejské války Itálie vyslala zdravotnický personál na pomoc Jižní Koreji. - Bilaterální obchod v roce 2014 - Vývoz 3 473 000 000 amerických dolarů - Dovoz 6 260 000 000 amerických dolarů - Bilaterální investice v roce 2014 - Investice Jižní Koreje v Itálii 654 000 000 USD - Investice Itálie v Jižní Koreji 539 000 000 USD - V roce 2012 žilo v Itálii asi 4 054 Jihokorejců. - Italský premiér Mario Monti navštívil Soul v březnu 2012 v rámci Summitu o jaderné bezpečnosti. - Prezidentka Korejské republiky Pak Kun-hje navštívila Řím v říjnu 2014. - Ital má velvyslanectví v Soulu. - Jižní Korea má velvyslanectví v Římě. |
| Katar                   |                           | Viz Italsko-katarské vztahy - Katar má velvyslanectví v Římě. - Itálie má velvyslanectví v Dauhá. |
| Kazachstán              | 1992                      | Viz Italsko-kazachstánské vztahy - V roce 2017 činil obchod mezi Kazachstánem a Itálií 9,6 miliardy USD, což je oproti roku 2016 nárůst o 13,5 %. - Itálie má velvyslanectví v Astaně. - Kazachstán má velvyslanectví v Římě. |
| Libanon                 |                           | Viz Italsko-libanonské vztahy - Obě země jsou členy Unie pro Středomoří. - Libanon otevřel v roce 1946 v Itálii vyslanectví. V roce 1955 bylo povýšeno na velvyslanectví. - Obě země podepsaly v roce 1949 Smlouvu o přátelství, spolupráci a navigaci. - Itálie podporovala rekonstrukci Libanonu po Taífské dohodě. - V Libanonu žije kolem 4 400 lidí italského původu (viz Italové v Libanonu). |
| Maledivy                | 1966                      | - Itálie má velvyslanectví v Kolombu, které je akreditováno také pro Maledivy. - Maledivy jsou v Itálii zastoupeny prostřednictvím své stálé mise při OSN v Ženevě od roku 2012. |
| Malajsie                |                           | Viz Italsko-malajsijské vztahy - Itálie má velvyslanectví v Kuala Lumpur. - Malajsie má velvyslanectví v Římě. |
| Omán                    | 26. ledna 1972            | Obě země navázaly diplomatické styky 26. ledna 1972. |
| Pákistán                |                           | - Pákistán a Itálie mají úzké vztahy ve všech oblastech. Obě země formálně udržují přátelské zahraniční vztahy. V Itálii žije přes 100 000 Pákistánců, převážně v Miláně a Brescii. - Pákistán má velvyslanectví v Římě a generální konzulát v Miláně. - Itálie má velvyslanectví v Islámábádu, generální konzulát v Karáčí a honorární konzulát v Láhauru. |
| Saúdská Arábie          |                           | Viz Italsko-saúdskoarabské vztahy - Itálie má velvyslanectví v Rijádu a generální konzulát v Džiddě. - Saúdská Arábie má velvyslanectví v Římě. |
| Severní Korea           | 4. ledna 2000             | Viz Italsko-severokorejské vztahy |
| Spojené arabské emiráty |                           | - Itálie má velvyslanectví v Abú Zabí a generální konzulát v Dubaji. - Spojené arabské emiráty mají velvyslanectví v Římě. - Ve Spojených arabských emirátech žije kolem 10 000 lidí italského původu (viz Italové ve Spojených arabských emirátech). |
| Srí Lanka               | 18. dubna 1950            | Itálie a Srí Lanka udržují silné vztahy, jejichž počátek se klade do 1. století. - Když v roce 2004 zasáhla Srí Lanku tsunami, Itálie pomohla téměř 50 miliony eur. - Itálie má velvyslanectví v Kolombu. - Srí Lanka má velvyslanectví v Římě. - Odhadovaná hodnota obchodu mezi těmito zeměmi byla v roce 2009 604,49 milionů USD. |
| Thajsko                 | 1870                      | - Itálie má velvyslanectví v Bangkoku a dva honorární konzuláty (v Čiang Mai a Phuketu). - Thajsko má velvyslanectví v Římě. |
| Turecko                 | 1856                      | Viz Italsko-turecké vztahy - Itálie má velvyslanectví v Ankaře, generální konzulát v Istanbulu, konzulát ve Smyrně a tři honorární konzuláty v Burse, Antalyi a İskenderunu. - Turecko má velvyslanectví v Římě a generální konzulát v Miláně. - Obě země jsou řádnými členy NATO a Unie pro Středomoří. - V roce 2006 oslavily Turecko a Itálie 150. výročí navázání diplomatických vztahů. - Turecko je hlavním cílem italských turistů. - Turecké ministerstvo zahraničních věcí o vztazích s Itálií |
| Vietnam                 | 23. března 1973           | Viz Italsko-vietnamské vztahy - Itálie má velvyslanectví v Hanoji a generální konzulát v Ho Či Minově Městě. - Vietnam má velvyslanectví v Římě. |

### Evropa
| Stát                | Začátek formálních vztahů | Poznámky |
| ------------------- | ------------------------- | --- |
| Albánie             | 1912                      | Viz Albánsko-italské vztahy Italské království v roce 1912 podpořilo albánskou deklaraci nezávislosti. Viz též Arberešové, Italský protektorát v Albánii (1917–1920), Italská invaze do Albánie, Italský protektorát v Albánii (1939–1943) a Italští kolonisté v Albánii - Albánie má velvyslanectví v Římě a generální konzuláty v Bari a Miláně. - Itálie má velvyslanectví v Tiraně a konzuláty v Gjirokastëru, Skadaru a Vloře. - Itálie a Albánie mají podobnou historii, politiku a kulturu. - V Albánii žije 25 000 lidí italského původu. - V Itálii žijí Arberešové a až 900 000 albánských přistěhovalců. - Italština je po albánštině a řečtině třetím nejrozšířenějším jazykem v Albánii. - Itálie je považována za jednoho z nejsilnějších spojenců Albánie, zejména v rámci Evropské unie. |
| Andorra             |                           | Itálie je v Andoře zastoupena prostřednictvím svého velvyslanectví v Madridu ve Španělsku a honorárního konzulátu v Andoře la Velle. |
| Belgie              |                           | - Belgie má velvyslanectví v Římě a generální konzulát v Miláně. - Itálie má velvyslanectví v Bruselu, dva generální konzuláty (v Charleroi a Lutychu) a dva konzuláty (v Genku a Monsu). - Obě země jsou řádnými členy Organizace pro hospodářskou spolupráci a rozvoj, Evropské unie a NATO. - V Belgii žije asi 450 000 lidí italského původu a asi 255 000 italských občanů (viz Italská imigrace do Belgie). |
| Bělorusko           |                           | - Bělorusko má velvyslanectví v Římě a dva honorární konzuláty (v Neapoli a Turíně). - Itálie má velvyslanectví v Minsku. |
| Bosna a Hercegovina |                           | - Itálie má velvyslanectví v Sarajevu a honorární konzulát v Banja Luce. |
| Bulharsko           | 1879                      | Viz Bulharsko-italské vztahy - Bulharsko má velvyslanectví v Římě, generální konzulát v Miláně a šest honorárních konzulátů (v Anconě, Florencii, Janově, Neapoli, Turíně a Trevisu). - Itálie má velvyslanectví v Sofii a honorární konzulát v Plovdivu a Staré Zagoře. - Obě země jsou řádnými členy Evropské unie a NATO. |
| Černá Hora          | 14. června 2006           | - Itálie uznala nezávislost Černé Hory 14. června 2006. - Černá Hora má velvyslanectví v Římě. - Obě země jsou řádnými členy Unie pro Středomoří, NATO a Rady Evropy. |
| Česko               |                           | - Česká republika má velvyslanectví v Římě, generální konzulát v Miláně a pět honorárních konzulátů (ve Florencii, Neapoli, Palermu, Udine a Benátkách). - Itálie má velvyslanectví v Praze a honorární konzulát v Brně. - Obě země jsou řádnými členy NATO a Evropské unie. |
| Dánsko              |                           | Viz Dánsko-italské vztahy - Dánsko má velvyslanectví v Římě a šestnáct konzulátů (v Anconě, Bari, Cagliari, Florencii, Janově, La Spezii, Livornu, Messině, Miláně, Neapoli, Palermu, Sanremu, Taormině, Turíně, Terstu a Benátkách). - Itálie má velvyslanectví v Kodani a dva honorární vicekonzuláty v Aalborgu a Tórshavnu. - Obě země jsou řádnými členy Evropské unie a NATO. - V Itálii žije 2 084 Dánů. - V Dánsku žije 6600 Italů. |
| Estonsko            |                           | - Itálie uznala Estonsko 26. ledna 1921. Itálie znovu uznala Estonsko 27. srpna 1991. - Estonsko má velvyslanectví v Římě a šest honorárních konzulátů (v Cagliari, Florencii, Janově, Miláně, Neapoli a Turíně). - Itálie má velvyslanectví v Tallinnu. - V Itálii žije přes 200 Estonců. - V Estonsku žije 1 407 Italů. - Obě země jsou řádnými členy NATO a Evropské unie. - Estonské ministerstvo zahraničních věcí o vztahu s Itálií |
| Finsko              |                           | Viz Finsko-italské vztahy - Itálie uznala nezávislost Finska 27. června 1919. - Itálie je ve Finsku zastoupena prostřednictvím svého velvyslanectví v Helsinkách a honorárních konzulátů v Hanko, Jyväskylä, Kotke, Kuopiu, Oulu, Pori, Rovaniemi, Tampere, Turku a Vaase. - Finsko má velvyslanectví v Římě, dva generální honorární konzuláty v Miláně a Turíně a další honorární konzuláty v Janově, Bari, Cagliari, Katánii, Florencii, Livornu, Messině, Neapoli, Palermu, Rimini, Terstu a Benátkách. - V Itálii žije 4 000 Finů. - Ve Finsku žije kolem 3 000 lidí italského původu (viz Italové ve Finsku). - Obě země jsou plnoprávnými členy Evropské unie a NATO. - Finské ministerstvo zahraničních věcí: vztahy s Itálií |
| Francie             |                           | Viz Francouzsko-italské vztahy - Itálie má velvyslanectví v Paříži a konzuláty v Bordeaux, Lyonu, Lurdách, Marseille, Mety, Nice, Toulonu, Toulouse, Saint-Denis, Réunionu, Fort-de-France (Martinik), Kourou (Francouzská Guyana), Pointe-à-Pitre (Guadeloupe) a Noumée (Nová Kaledonie). - Francie má velvyslanectví v Římě a konzuláty v Anconě, Aostě, Bari, Bologni, Brindisi, Cagliari, Katánii, Cosenze, Florencii, Janově, La Spezii, Livornu, Miláně, Neapoli, Palermu, Parmě, Perugia, Pescaře, Reggio di Calabria, Sassari, Trentu, Terstu, Turíně, Benátkách a Ventimiglii. - V Itálii (Údolí Aosty) žije kolem 116 000 etnických Francouzů. - Ve Francii žije kolem 5 444 000 lidí částečného italského původu (viz Italové ve Francii). |
| Chorvatsko          | 17. ledna 1992            | Viz Chorvatsko-italské vztahy - Chorvatsko má velvyslanectví v Římě, dva generální konzuláty (v Miláně a Terstu) a pět honorárních konzulátů (v Bari, Florencii, Montemitru, Neapoli a Padově). - Itálie má velvyslanectví v Záhřebu, generální konzulát v Rijece, konzulát ve Splitu a dva honorární konzuláty (v Buje a Pule). - Obě země jsou řádnými členy Evropské unie, NATO, Rady Evropy a Unie pro Středomoří. - V Chorvatsku žije asi 19 500 etnických Italů (istrijských a dalmatských Italů), jejichž počet se po istrijsko-dalmatském exodu snížil. - V Itálii žije 21 360 Chorvatů. |
| Irsko               |                           | - Irsko má velvyslanectví v Římě a honorární konzulát v Miláně. - Itálie má velvyslanectví v Dublinu a honorární konzulát v Galway. - Obě země jsou řádnými členy Evropské unie a Rady Evropy. - V Itálii žije 15 000 Irů. - V Irsku žije 7 656 Italů. |
| Island              |                           | - Island je v Itálii zastoupen prostřednictvím svého velvyslanectví v Paříži. - Itálie je na Islandu zastoupena prostřednictvím svého velvyslanectví v Oslu v Norsku a honorárního konzulátu v Reykjavíku. - Obě země jsou řádnými členy Rady Evropy, NATO a Organizace pro hospodářskou spolupráci a rozvoj. - V Itálii žije 3 000 Islanďanů. - Na Islandu žije 208 Italů. |
| Kosovo              |                           | Viz Italsko-kosovské vztahy Itálie uznala Kosovo 21. února 2008. Itálie má od 15. května 2008 velvyslanectví v Prištině. Kosovo otevře velvyslanectví v Římě. - V Itálii žije více než 900 000 etnických Albánců, mnozí pocházejí také z Kosova. |
| Kypr                |                           | - Kypr má velvyslanectví v Římě a pět honorárních konzulátů (v Janově, Miláně, Neapoli, Perugii a Augustě). - Itálie má velvyslanectví v Nikósii a dva honorární konzuláty (v Lemesu a Larnace). - Obě země jsou řádnými členy Evropské unie, Rady Evropy a Unie pro Středomoří. - Mezi oběma zeměmi existují dlouhé kulturní a historické vazby. Kypr byl součástí Římské říše a Benátské republiky a v Itálii žijí řecky mluvící menšiny. - Kypr uznává Latiny, potomky římskokatolických benátských rodin, které se usadily na ostrově, za chráněnou menšinu a uděluje jim zastoupení v parlamentu. - Zahraniční záležitosti Kypru: Seznam bilaterálních smluv s Itálií |
| Lichtenštejnsko     |                           | - Itálie je zastoupena v Lichtenštejnsku prostřednictvím svého velvyslanectví v Bernu ve Švýcarsku. |
| Litva               |                           | - Itálie má velvyslanectví ve Vilniusu. - Litva má velvyslanectví v Římě a šest honorárních konzulátů (v Bari, Cagliari, Janově, Miláně, Turíně a Benátkách). - Obě země jsou řádnými členy NATO a Evropské unie. - Litevské ministerstvo zahraničních věcí: seznam bilaterálních smluv s Itálií (pouze litevsky) |
| Lotyšsko            | 30. srpna 1991            | - Itálie nikdy oficiálně neuznala anexi pobaltských států SSSR. - Obě země obnovily své diplomatické styky 30. srpna 1991. - Od roku 1992 má Itálie velvyslanectví v Rize. - Lotyšsko má velvyslanectví v Římě a sedm honorárních konzulátů (v Bari, Florencii, Miláně, Modeně, Neapoli, Palermu a Terstu). - Obě země jsou řádnými členy NATO a Evropské unie. |
| Lucembursko         | 1902                      | - Itálie má velvyslanectví v Lucemburku. - Lucembursko má velvyslanectví v Římě a devět honorárních konzulátů (ve Florencii, Janově, Miláně, Neapoli, Palermu, Perugii, Riccione, Turíně a Benátkách). - Obě země jsou řádnými členy Organizace pro hospodářskou spolupráci a rozvoj, Evropské unie a NATO. - V Lucembursku žije kolem 19 000 lidí italského původu. |
| Maďarsko            |                           | - Maďarsko má velvyslanectví v Římě, generální konzulát v Miláně a jedenáct honorárních konzulátů (v Bari, Bologni, Florencii, Janově, Neapoli, Palermu, Perugii, Terstu, Turíně, Benátkách a Veroně). - Itálie má velvyslanectví v Budapešti a tři honorární konzuláty (v Nyíregyháze, Pécsi a Segeíně). - Obě země jsou řádnými členy NATO a Evropské unie. - V Itálii žije 9 000 Maďarů. - V Maďarsku žije 7 000 Italů. |
| Malta               |                           | Viz Italsko-maltské vztahy - Obě země navázaly oficiální diplomatické vztahy brzy poté, co Malta získala nezávislost. - Itálie má velvyslanectví ve Vallettě. - Malta má velvyslanectví v Římě a osmnáct honorárních konzulátů (v Bari, Bologni, Brescii, Cagliari, Katánii, Janově, L'Aquile, Livornu, Miláně, Neapoli, Palermu, Perugii, Reggiu di Calabria, Savoně, Syrakusách, Turíně, Terstu a Benátkách). - Obě země jsou řádnými členy Evropské unie a Unie pro Středomoří. |
| Moldavsko           |                           | Viz Italsko-moldavské vztahy - Itálie otevřela velvyslanectví v Kišiněvě. - Italské velvyslanectví v Bukurešti - Ministerstvo zahraničních věcí Moldavské republiky - Italské ministerstvo zahraničních věcí |
| Monako              |                           | - Itálie má velvyslanectví v Monaku. - Monako má velvyslanectví v Římě a honorární konzulát v Benátkách. |
| Německo             |                           | Viz Italsko-německé vztahy - Vazby mezi těmito dvěma národy lze vysledovat až do doby, kdy byly součástí Svaté říše římské a Německého spolku. - Vztahy byly navázány po sjednocení Itálie. - Obě země mají přátelské vztahy, byly členy Osy během druhé světové války, vytvořily alianci během studené války (Západní Německo) a jsou plnoprávnými členy Evropské unie. - Itálie má velvyslanectví v Berlíně a konzuláty ve Frankfurtu nad Mohanem, Freiburgu im Breisgau, Hamburku, Hannoveru, Mnichově, Norimberku, Saarbrückenu a Stuttgartu. - Německo má velvyslanectví v Římě a konzuláty v Miláně a Neapoli. - V Itálii žije 280 000 Němců. - K roku 2020 žije v Německu 648 360 italských občanů (viz Italové v Německu). |
| Nizozemsko          |                           | - Nizozemsko má velvyslanectví v Římě, generální konzulát v Miláně a čtrnáct honorárních konzulátů (v Anconě, Bari, Bologni, Cagliari, Katánii, Florencii, Janově, Livornu, Neapoli, Palermu, Terstu, Turíně, Benátkách a Veroně). - Itálie má velvyslanectví v Haagu, generální konzulát v Amsterdamu a honorární konzulát ve Willemstadu (ostrov Curaçao). - Obě země jsou řádnými členy Organizace pro hospodářskou spolupráci a rozvoj, Evropské unie a NATO. - Nizozemské ministerstvo zahraničních věcí o vztahu s Itálií (pouze nizozemsky) |
| Norsko              |                           | - Itálie má velvyslanectví v Oslu a konzuláty v Ålesundu, Bergenu, Stavangeru, Tromsø a Trondheimu. - Norsko má velvyslanectví v Římě. - Obě země jsou řádnými členy Rady Evropy a NATO. |
| Polsko              | 1919                      | Viz Italsko-polské vztahy - V roce 1918 byla Itálie první zemí v Evropě, která uznala suverenitu Polska. - Itálie má velvyslanectví ve Varšavě a dva honorární konzuláty (v Gdyni a Krakově). - Polsko má velvyslanectví v Římě a dva generální konzuláty (v Katánii a Miláně). - Obě země jsou řádnými členy Rady Evropy, Organizace pro hospodářskou spolupráci a rozvoj, NATO a Evropské unie. - V Itálii žije kolem 100 000 Poláků. - Největší církví je v obou zemích katolická církev. |
| Portugalsko         | 1860                      | Viz Italsko-portugalské vztahy - Itálie má velvyslanectví v Lisabonu a honorární konzuláty ve Faru, Funchalu a Portu. - Portugalsko má velvyslanectví v Římě a honorární konzuláty v Miláně, Turíně, Benátkách, Terstu, Janově, Florencii, Livornu, Neapoli, Bari a Palermu. - Obě země jsou řádnými členy Evropské unie a NATO. |
| Rakousko            |                           | Viz Italsko-rakouské vztahy - Rakousko má velvyslanectví v Římě, generální konzulát v Miláně a deset honorárních konzulátů (v Bari, Bologni, Florencii, Janově, Neapoli, Palermu, Terstu, Turíně, Benátkách a Veroně). - Itálie má velvyslanectví ve Vídni, konzulát v Innsbrucku a pět honorárních konzulátů (ve Štýrském Hradci, Klagenfurtu am Wörthersee, Linci, Rankweilu a Salcburku). - Obě země jsou plnoprávnými členy Evropské unie. - V Itálii (Jižní Tyrolsko) žije kolem 315 000 etnických Rakušanů. |
| Rumunsko            | 23. dubna 1873            | Viz Italsko-rumunské vztahy - Itálie má velvyslanectví v Bukurešti, generální konzulát v Temešváru a čtyři honorární konzuláty (v Kluži, Constanţě, Craiově a Piatra Neamțě). - Rumunsko má velvyslanectví v Římě, generální konzulát v Miláně a tři honorární konzuláty (ve Florencii, Janově a Trevisu). - Obě země jsou řádnými členy NATO a Evropské unie. - K roku 2020 žilo v Itálii 1 137 728 rumunských občanů (viz Rumuni v Itálii). - V Rumunsku žije kolem 3 203 lidí italského původu (viz Italové v Rumunsku). |
| Rusko               |                           | Viz Italsko-ruské vztahy V roce 2006 Rusko a Itálie podepsaly protokol o spolupráci v boji proti zločinu a obraně občanských svobod. Vztahy mezi Ruskem a Itálií sahají daleko do minulosti. Mnoho ruských studentů přijíždí každý rok do Itálie studovat na italských univerzitách. Itálie měla také dlouhou dobu největší komunistickou stranu v západním světě s více než 2 miliony členů. - Rusko má velvyslanectví v Římě a konzuláty v Janově, Miláně a Palermu. - Itálie má velvyslanectví v Moskvě, konzulát v Petrohradu, dva generální konzultanty (v Jekatěrinburgu a Kaliningradu) a dvě pobočky velvyslanectví v (Samaře a Volgogradu). - Obě země jsou řádnými členy Rady Evropy a Organizace pro bezpečnost a spolupráci v Evropě. |
| Řecko               | 1861                      | Viz Italsko-řecké vztahy V moderní době obě země navázaly diplomatické vztahy v roce 1861, bezprostředně po sjednocení Itálie, a sdílejí zvláštní vztah. - Vztahy jsou vynikající díky společnému dědictví a společným zájmům obou zemí. - Itálie má velvyslanectví v Athénách a patnáct honorárních konzulátů v Alexandrupoli, Kefalonii, Chanii, Chiosu, Korfu, Korintu, Ioánnině, Heráklionu, Kavale, Larise, Patrasu, Rhodosu, Soluni, Santorini a Volosu. - Řecko má velvyslanectví v Římě, dva generální konzuláty v Miláně a Neapoli, konzulát v Benátkách a jedenáct honorárních konzulátů v Terstu (generální), Turíně (generální), Anconě, Katánii, Livornu, Bari, Bologni, Brindisi, Florencii, Palermu, Perugii a přístavní konzulát v Janově. - Obě země jsou řádnými členy Rady Evropy, Organizace pro hospodářskou spolupráci a rozvoj, Evropské unie a NATO. - V Itálii žije kolem 180 000 lidí řeckého původu, z nichž většina žije v jižní Itálii a na Sicílii (viz Řekové v Itálii). - Přibližně 200 000 římskokatolických Italů nebo lidí italského původu žije v Řecku, většina z nich na Jónských ostrovech, západním Řecku a hlavním městě Aténách (viz Korfuští Italové a Italští kolonisté v Dodekanésu). |
| San Marino          |                           | Viz Italsko-sanmarinské vztahy - Itálie má velvyslanectví v San Marinu. - San Marino má velvyslanectví v Římě. |
| Severní Makedonie   | 1991                      | - Itálie má velvyslanectví ve Skopje. - Severní Makedonie má velvyslanectví v Římě. - Obě země jsou řádnými členy Rady Evropy a NATO. |
| Slovensko           |                           | - Itálie má velvyslanectví v Bratislavě. - Slovensko má velvyslanectví v Římě. - Obě země jsou řádnými členy Evropské unie a NATO. |
| Slovinsko           |                           | Viz Italsko-slovinské vztahy - Itálie má velvyslanectví v Lublani a konzulát v Koperu. - Slovinsko má velvyslanectví v Římě a generální konzulát v Terstu. - Obě země jsou řádnými členy Evropské unie a NATO. - Ve Slovinsku žije asi 2 000 etnických Italů (istrijských Italů), jejichž počet se po istrijsko-dalmatském exodu snížil. - V Itálii žije kolem 100 000 etnických Slovinců (viz Slovinská menšina v Itálii). |
| Spojené království  |                           | Viz Britsko-italské vztahy Ačkoli byly během druhé světové války nepřátelé, Spojené království a Itálie se v průběhu historie obecně těšily vřelému a přátelskému vztahu. Oba státy jsou řádnými členy NATO, OBSE a G7. Do Itálie ročně zavítá 4 až 5 milionů britských turistů, zatímco do Spojeného království 1 milion italských turistů. V Itálii žije asi 30 000 britských státních příslušníků (viz Britové v Itálii). Ve Spojeném království žije asi 233 000 lidí italského původu (viz Italové ve Spojeném království, Italští Skotové a Velšští Italové). |
| Srbsko              | 1879                      | Viz Italsko-srbské vztahy - Itálie má velvyslanectví v Bělehradě. - Srbsko má velvyslanectví v Římě a dva generální konzuláty (v Miláně a Terstu). - V Itálii žije kolem 55 000 lidí srbského původu (viz Srbové v Itálii). - Itálie je členem EU a Srbsko je kandidátem EU. - Srbské ministerstvo zahraničních věcí o vztazích s Itálií |
| Španělsko           |                           | Viz Italsko-španělské vztahy Obě země navázaly diplomatické styky po sjednocení Itálie. Vztahy mezi Itálií a Španělskem zůstávají po staletí silné a přátelské díky společné politice, kultuře a historii. - Ve Španělsku žije asi 228 283 italských občanů (viz Italové ve Španělsku). |
| Švédsko             |                           | Viz Italsko-švédské vztahy - Itálie má velvyslanectví ve Stockholmu a konzuláty v Göteborgu, Karlstadu, Luleå, Malmö, Sundsvallu a Umeå. - Švédsko má velvyslanectví v Římě. - Obě země jsou plnoprávnými členy Evropské unie. - Itálie podporuje členství Švédska v NATO. - Ve Švédsku žije asi 19 087 lidí italského původu (viz Švédští Italové). |
| Švýcarsko           |                           | Viz Italsko-švýcarské vztahy - Itálie má velvyslanectví v Bernu a generální konzuláty v Ženevě, Luganu a Curychu a konzulát v Basileji. - Švýcarsko má velvyslanectví v Římě a generální konzulát v Miláně. - Ve Švýcarsku (kanton Ticino a kanton Graubünden) žije kolem 720 000 etnických Italů. - Ve Švýcarsku žije kolem 295 000 lidí italského původu (viz Italská imigrace do Švýcarska). |
| Ukrajina            | 1992                      | Viz Italsko-ukrajinské vztahy - Itálie má velvyslanectví v Kyjevě (viz Velvyslanectví Itálie (Kyjev)). - Ukrajina má velvyslanectví v Římě (viz Velvyslanectví Ukrajiny (Řím)), generální konzulát v Miláně a čtyři honorární konzuláty (v Bari, Florencii, Janově, Neapoli, Padově a Reggio di Calabria). - Obě země jsou řádnými členy Rady Evropy. - V Itálii žije kolem 380 000 lidí ukrajinského původu (viz Ukrajinci v Itálii). - Na Ukrajině žije kolem 3 000 lidí italského původu (viz Italové z Krymu). |
| Vatikán             |                           | Viz Italsko-vatikánské vztahy Vzhledem k velikosti Vatikánu sídlí velvyslanectví akreditovaná u Svatého stolce na italském území. Smlouvy podepsané mezi Itálií a Vatikánem taková velvyslanectví povolují. Velvyslanectví Itálie při Svatém stolci je mezi zahraničními ambasádami jedinečné tím, že je jediným velvyslanectvím se sídlem na svém domácím území. Svatý stolec udržuje formální diplomatické vztahy se 176 suverénními státy, Evropskou unií a Maltézským řádem; 69 diplomatických misí akreditovaných u Svatého stolce se nachází v Římě, i když tak tyto země mají dvě velvyslanectví na stejném městě, protože na základě dohody mezi Svatým stolcem a Itálií nemůže být stejná osoba akreditována současně v obou. Jasně to ukazuje skutečnost, že Itálie uznává Čínskou lidovou republiku, a proto je v Římě čínské velvyslanectví. Vatikán však Tchaj-wan uznává, a proto je v Římě také tchajwanské velvyslanectví u Svatého stolce. Protože Itálie byla první zemí, která uznala Svatý stolec jako suverénní národ, jejich velvyslanectví bylo založeno jako první. |

### Oceánie
| Stát        | Začátek formálních vztahů | Poznámky |
| ----------- | ------------------------- | --- |
| Austrálie   |                           | Viz Australsko-italské vztahy - Austrálie má velvyslanectví v Římě a generální konzulát v Miláně. - Itálie má velvyslanectví v Canbeře, dva generální konzuláty (v Melbourne a Sydney) a tři konzuláty (v Adelaide, Brisbane a Perthu). - V Austrálii žije asi 1 000 013 lidí italského původu (viz Italští Australané). - Australské ministerstvo zahraničních věcí a obchodu o vztahu s Itálií                                                               |
| Nový Zéland |                           | - Itálie má velvyslanectví ve Wellingtonu a tři honorární konzuláty (v Aucklandu, Christchurch a Dunedinu). - Nový Zéland má velvyslanectví v Římě. - Nový Zéland měl v Itálii během 2. světové války velký počet vojáků a konfrontoval jugoslávskou armádu v Terstu, čímž město osvobodil. - Ministerstvo zahraničních věcí a obchodu Nového Zélandu o vztazích s Itálií - Na Novém Zélandu žije asi 3 795 lidí italského původu (viz Italští Novozélanďané). |
| Samoa       | 25. května 1987           | Obě země navázaly diplomatické styky 25. května 1987. |
| Vanuatu     |                           | Itálie má honorární konzulát v Port Vila. |

## Mezinárodní instituce
Itálie je součástí OSN, EU, NATO, OECD, OBSE, Výboru pro rozvojovou pomoc, WTO, G7, G20, Unie pro Středomoří, Latinské unie, Rady Evropy, Středoevropské iniciativy, Asijsko-evropského setkání, Fóra hlavních ekonomik o energii a změně klimatu, Mezinárodní solární aliance, Sjednocení pro konsensus a několika Kontaktních skupin.